# Salpêtrier
Un salpêtrier est un manœuvre ou un entrepreneur industriel qui travaille, s'occupe de fabriquer, de collecter, de réquisitionner du salpêtre, récolté sur les murs des étables et des écuries. Le salpêtre, ou nitrate de potassium, servait à fabriquer la poudre noire ou poudre à canon, une des rares matières explosives connues depuis la fin du Moyen Âge en Europe .

## Salpêtriers à l'époque moderne

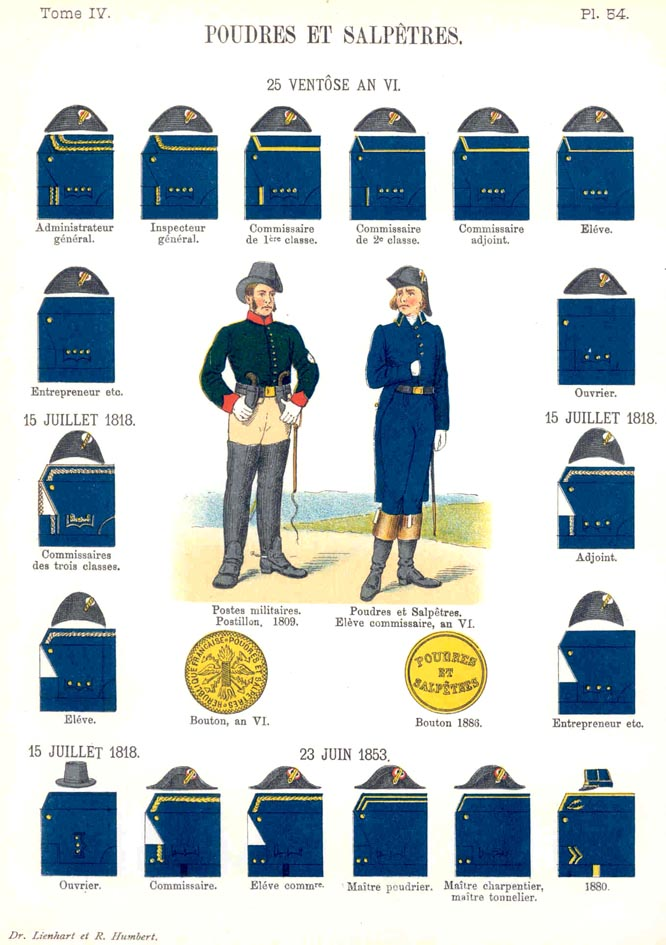
Service des Poudres et Salpêtre - 1798 (An VI) - Uniformes de l'armée française

Le salpêtrier est, sous l'Ancien Régime, une personne autorisée, à rechercher, collecter et fabriquer le salpêtre. Il faut distinguer : 
- le salpêtrier « tout court » : l’ouvrier qui ramassait le salpêtre,

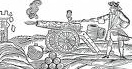
Gravure d'un artilleur (ou salpêtrier) utilisant la poudre à canon

- Gravure d'un artilleur (ou salpêtrier) utilisant la poudre à canonle salpêtrier du roi, dénommé parfois simplement salpêtrier dans les textes :  celui qui employait le salpêtre.
- le salpêtrier ordinaire : ordinaire placé après une charge était toujours un augmentatif. Sur les documents courants, il n'était pas toujours spécifié ordinaire, vu que pour la plupart, les charges étaient à vie.

Sous l’Ancien régime la charge de salpêtrier du roi permettait de vivre très confortablement en étant payé par la ferme générale des salpêtres.« … Le monopole d'état du salpêtre ne prit fin qu'en 1819. Avant la Révolution, le salpêtrier du roi passait dans toutes les communautés tous les deux ans et demi, entrant d'autorité dans toutes les maisons en disant "Au nom du Roi !". Il fouillait, raclait tous les murs recouverts de salpêtre… ». Il était donc une personne crainte et respectée.
Vers 1774, les salpêtriers dépendaient des fermiers des poudres et salpêtres et du commissaire général des poudres et salpêtres.

## Les Salpêtriersde Forêt-Noire: une dissidence religieuse chrétienne
Cette appellation dérisoire et méprisante affuble d'abord une population paysanne de la Forêt-Noire et d'Alsace, adhérente à une réflexion politique et religieuse dissidente de l'ordre catholique traditionnel et seigneuriale. Elle a fini par désigner une secte politique et religieuse née en  Forêt-Noire, au XVIIIe siècle fidèle aux principes énoncés par le salpêtrier Johann Fridolin Albiez, surnommé maître Hans ou par dérision Salpeterhans. Ce dernier, grand lecteur de la Bible, prêche en premier lieu une révolte passive, fondée sur l'attitude bienveillante du Christ de Justice et ses paraboles évangéliques.
Le premier stade de la révolte est paysanne. Des métayers appauvris, des paysans autonomes mais endettés sont rejoints par des milliers de serfs soumis à l'autorité économique imparables du monastère Saint-Blaise, qui recherche avidement à reconstruire son prestige européen et à financer ses reconstructions somptueuses et coûteuses. Conscients de ne pas pouvoir pleinement faire comprendre leurs revendications, les meneurs locaux s'adressent à l'entrepreneur salpêtrier Albiez qui leur conseille la fraternité chrétienne et les rassemblent pour rédiger leurs doléances contre les abus et le servage.
Mais l'ordre bafoué doit être puni, le monastère de Sankt Blasien estime outré que ses vilains dévoyés n'ont nul droit à la parole. L'autorité Habsbourg sur les pays de l'Autriche antérieure interpellée est vigilante : une suite de quatre répressions seigneuriales, graduées et de plus en plus violentes, pour soumettre les populations et faire rentrer les dîmes, impôts et taxes diverses s'abat sur les pauvres bans alémaniques en révolte passive, et les derniers tenants, parmi lesquels le modeste salpétrier Albiez, qui a perdu tous leurs biens, fuient en 1727 dans les contrées forestières du Hozenwald et perdent toute confiance en leurs principaux prêtres, délateurs et animateurs de la répression. Les derniers paysans, voituriers, charbonniers et bûcherons révoltés de l'abbaye en fuite de leurs paroisses sont alors considérés comme une vulgaire secte hérétique, non approuvée par Rome.
Albiez, considéré comme un chef de bande hérétique, décide de se rendre pour éviter l'effusion de sang prévisible et finit sa vie claustré et malade en prison à Fribourg. Ces principaux coreligionnaires violents dit les chefs salpêtriers sont exécutés, et la population qui n'a pas échappé à l'encerclement est bannie et exilée au Banat autrichien. Mais la foi religieuse demeure malgré les souffrances endurées, et l'adhésion sectaire et communautaire ne peut être éradiquée. Après une conciliation plaidée par le pape Pie IX qui allègue la faiblesse de l'information de l'autorité papale sur ces agissements répressifs indignes, la secte dissidente rejoint le giron de l'Église catholique et romaine.
Il en reste toutefois quelques réfractaires réfugiés dans les pays environnants, peu ou prou assimilés à diverses églises protestantes au XIXe siècle.